# Gig (Fuhrwerk)

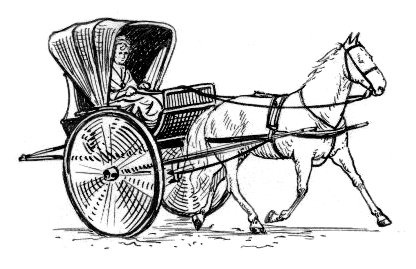
Zeichnung eines Gigs

Ein Gig ist ein einspänniger, zweirädriger offener Wagen mit Gabeldeichsel für ein Pferd zum Selbstfahren, daher meist mit kleinem Bedientensitz hinter dem Hauptsitz.
Es kam im 17. Jahrhundert zuerst in Paris auf und ist ein Vorläufer des Cabriolets, wobei sich beide Formen bis zum Ende des 19. Jahrhunderts hielten; dies vor allem in Frankreich, dem Vereinigten Königreich und den USA. 
Wenn ein eingespanntes Pferd in die Knie ging, kam es bei frühen Gigs vor, dass die Blattfedern den Boden schrammten, was den Fahrer abwerfen konnte. 
Eine Variante des Gig ist das Stanhope oder Tilbury Gig, das von 
Fitzroy Stanhope entwickelt wurde.

## Quelle
- Meyers Konversations-Lexikon 1895